# Thomas Baring (1831-1891)
Pour les articles homonymes, voir Thomas Baring et Baring.
Thomas Baring (16 mai 1831 - 2 avril 1891), est un banquier et homme politique conservateur britannique.

## Biographie
Fils de Charles Baring, petit-fils de Thomas Baring (2e baronnet), et neveu de Francis Baring (1er baron Northbrook), il suit ses études à Harrow et à Wadham College (Oxford). Il devient ensuite associé de la banque Barings.
Il est membre de la Chambre des communes de 1874 à 1885, puis de 1887 à 1891.
Baring est également Justice of the Peace pour Essex, Middlesex, Londres et Westminster, et membre de la Royal Commission on Loss of Life at Sea de 1885 à 1887.
Il est le gendre de Robert Bowne Minturn (en).

## Publications
- Pindar in English Rhyme and The Scheme of Epicurus: A Rendering into English Verse of the Unfinished Poem of Lucretius Entitled
- De Rerum Natura

## Sources
- (en) Cet article est partiellement ou en totalité issu de l’article de Wikipédia en anglais intitulé « Thomas Baring (1831–1891) » (voir la liste des auteurs).